# Ilișești
Ilișești est une commune du județ de Suceava en Roumanie.